# Svitlana Krakovska
Svitlana Krakovska ( ukrainien : Світлана Краковська) est une climatologue ukrainienne et cheffe de la délégation ukrainienne auprès du Groupe d'experts intergouvernemental sur l'évolution du climat (GIEC). C'est une climatologue appliquée qui a introduit les modèles climatiques en Ukraine.

## Biographie
Svitlana Krakovska est diplômée de l'Institut hydrométéorologique de Leningrad avec un diplôme en météorologie.
Elle a de l'expérience en alpinisme dans les montagnes du Caucase et de l'Asie centrale, en Crimée et en Carélie, en ski dans les monts Khibiny, en kayak et en rafting et, en tant qu'étudiante, elle navigue à bord d'un navire hydrographique depuis Petropavlovsk-Kamtchatski autour de Tchoukotka, au-delà de l'île Wrangel jusqu'à Pevek et la baie de Providenia.
En 1997, elle est l'une des quatre femmes ukrainiennes à avoir visité pour la première fois la station antarctique Akademik Vernadsky. La scientifique y effectue des observations météorologiques,.
Depuis 2013, elle est déléguée pour l'Ukraine lors des réunions du Groupe d'experts intergouvernemental sur l'évolution du climat (GIEC),,. Elle est l'autrice de plus de cent publications,.
En 2021, elle reçoit un prix du président ukrainien pour sa contribution de longue date à la recherche sur l’Antarctique et le changement climatique. L'année suivante, elle apparait dans la liste des dix scientifiques de l'année de la revue Nature, le principal hebdomadaire scientifique international britannique.